# Naga Timbul (Bonatua Lunasi)
Naga Timbul is een bestuurslaag in het regentschap Toba Samosir van de provincie Noord-Sumatra, Indonesië. Naga Timbul telt 864 inwoners (volkstelling 2010).